# Фудбалска репрезентација Србије до 21 године
Фудбалска репрезентација Србије до 21 године је национални фудбалски тим Србије за играче млађе од 21 године и под контролом је Фудбалског савеза Србије.
Ово је тим за српске фудбалере узраста до 21 године, али у њој често играју и играчи до 23 године пошто циклус квалификација и завршни турнир Европског првенства до 21 године траје две године, тако да онај ко започне квалификације са репрезентацијом има право да игра све док се не заврши тај циклус. Према правилима УЕФА-е и ФИФА-е играчи који су наступили за једну државу у тиму до 21 године могу променити репрезентацију у сениорској конкуренцији.
ФИФА и УЕФА третирају репрезентацију Србије као наследницу репрезентација Краљевине Југославије (1929—1941), ФНР Југославије (1945—1963), СФР Југославије (1963—1992), СР Југославије (1992—2003) и Србије и Црне Горе (2003—2006). Играло се под разним именима:
- 1929—1941.  Краљевина Југославија
- 1945—1963.  ФНР Југославија
- 1963—1992.  СФР Југославија
- 1992—2003.  СР Југославија
- 2003—2006.  Србија и Црна Гора
- 2006—0000.  Србија

## Резултати репрезентације

### Европско првенство до 21 године
Као СФР Југославија
- 1978: Првак
- 1980: Полуфинале
- 1982: Није се квалификовала
- 1984: Полуфинале
- 1986: Није се квалификовала
- 1988: Није се квалификовала
- 1990: Финале
- 1992: Није се квалификовала

Као СР Југославија
- 1994: Суспендована
- 1996: Суспендована
- 1998: Није се квалификовала
- 2000: Није се квалификовала
- 2002: Није се квалификовала

Као Србија и Црна Гора
- 2004: Финале
- 2006: Полуфинале

Као Србија
- 2007: Финале
- 2009: Групна фаза
- 2011: Није се квалификовала
- 2013: Није се квалификовала
- 2015: Групна фаза
- 2017: Групна фаза
- 2019: Групна фаза

### Олимпијске игре
Од 1992. на Олимпијским играма играју само фудбалски тимови до 23. године (са правом на три старија играча), тако да током Олимпијских игара репрезентација технички постаје тим до 23. године. Првак, другопласирани и трећепласирани на Европском првенству до 21 године квалификују се за Олимпијске игре 2012. у Лондону.
| Година                     | Коло                  | Пласман               |                       |
| -------------------------- | --------------------- | --------------------- | --------------------- |
| СФР Југославија (1992)     |                       |                       |                       |
| 1992.                      | Није се квалификовала | Није се квалификовала | Није се квалификовала |
| СР Југославија (1996—2000) |                       |                       |                       |
| 1996.                      | Суспендована          | Суспендована          | Суспендована          |
| 2000.                      | Није се квалификовала | Није се квалификовала | Није се квалификовала |
| Србија и Црна Гора (2004)  |                       |                       |                       |
| 2004.                      | Групна фаза           | 16. место             |                       |
| Србија (2008—)             |                       |                       |                       |
| 2008.                      | Групна фаза           | 12. место             |                       |
| 2012.                      | Није се квалификовала | Није се квалификовала | Није се квалификовала |
| 2016.                      | Није се квалификовала | Није се квалификовала | Није се квалификовала |
| Укупно                     | 2/7                   | 0 титуле              |                       |

### Резултати против других држава
Укључени су само резултати на званичним утакмицама од 1998 до 2015.
| Држава              | Иг | Д | Н | И | Дг | Пг |
| ------------------- | -- | - | - | - | -- | -- |
| Малта               | 4  | 4 | 0 | 0 | 19 | 1  |
| Чешка               | 4  | 3 | 0 | 1 | 5  | 4  |
| Словачка            | 4  | 2 | 0 | 2 | 4  | 4  |
| Шпанија             | 6  | 2 | 1 | 3 | 4  | 6  |
| Ирска               | 2  | 1 | 1 | 0 | 3  | 1  |
| Македонија          | 4  | 3 | 1 | 0 | 16 | 2  |
| Хрватска            | 7  | 3 | 2 | 2 | 15 | 17 |
| Енглеска            | 4  | 0 | 0 | 4 | 0  | 7  |
| Луксембург          | 2  | 2 | 0 | 0 | 11 | 0  |
| Швајцарска          | 2  | 0 | 2 | 0 | 5  | 5  |
| Русија              | 2  | 0 | 1 | 1 | 2  | 4  |
| Словенија           | 2  | 2 | 0 | 0 | 4  | 2  |
| Италија             | 8  | 3 | 1 | 4 | 7  | 12 |
| Финска              | 2  | 1 | 1 | 0 | 5  | 4  |
| Азербејџан          | 2  | 2 | 0 | 0 | 5  | 0  |
| Велс                | 2  | 2 | 0 | 0 | 4  | 0  |
| Норвешка            | 4  | 3 | 0 | 1 | 9  | 6  |
| Белорусија          | 4  | 2 | 2 | 0 | 6  | 3  |
| Шведска             | 4  | 1 | 1 | 2 | 6  | 6  |
| Белгија             | 5  | 2 | 2 | 1 | 8  | 7  |
| Босна и Херцеговина | 2  | 2 | 0 | 0 | 8  | 2  |
| Литванија           | 3  | 3 | 0 | 0 | 7  | 2  |
| Сан Марино          | 4  | 4 | 0 | 0 | 22 | 0  |
| Француска           | 1  | 0 | 0 | 1 | 0  | 2  |
| Португал            | 1  | 1 | 0 | 0 | 2  | 0  |
| Немачка             | 2  | 0 | 1 | 1 | 1  | 2  |
| Украјина            | 1  | 0 | 1 | 0 | 0  | 0  |
| Грузија             | 1  | 1 | 0 | 0 | 3  | 1  |
| Холандија           | 1  | 0 | 0 | 1 | 1  | 4  |
| Летонија            | 2  | 1 | 1 | 0 | 3  | 1  |
| Мађарска            | 2  | 1 | 0 | 1 | 9  | 2  |
| Данска              | 5  | 2 | 2 | 1 | 3  | 3  |
| Кипар               | 4  | 3 | 0 | 1 | 8  | 4  |
| Северна Ирска       | 4  | 4 | 0 | 0 | 10 | 2  |
| Фарска Острва       | 2  | 2 | 0 | 0 | 7  | 1  |

## Селектори
| Време     | Име                         |
| --------- | --------------------------- |
| 2022—     | Горан Стевановић            |
| 2021—2022 | Александар Рогић (в.д.)     |
| 2021      | Звонко Живковић             |
| 2019—2021 | Илија Столица               |
| 2019      | Ненад Миловановић           |
| 2017—2019 | Горан Ђоровић               |
| 2017      | Ненад Лалатовић             |
| 2015—2017 | Томислав Сивић              |
| 2015      | Младен Додић                |
| 2013—2014 | Радован Ћурчић              |
| 2010—2012 | Александар Јанковић         |
| 2010      | Томислав Сивић (привремено) |
| 2009—2010 | Ратомир Дујковић            |
| 2007—2009 | Слободан Крчмаревић         |
| 2006—2007 | Мирослав Ђукић              |
| 2005—2006 | Драган Окука                |
| 2004—2005 | Милорад Косановић           |
| 2002—2004 | Владимир Петровић           |
| 2000—2002 | Никола Ракојевић            |
| 1998—2000 | Милован Ђорић               |